# Политический клуб
Политический клуб — общественная организация, добровольно объединяющая группы людей в целях общения, связанного с политическими интересами, реализации конкретных проектов, достижения определенных целей. Политический клуб может рассматриваться в качестве группы интереса, а также выступать площадкой для организации группы давления. 

## История
Первые политические клубы появились в Великобритании в XVII веке. Многие из них стали центрами объединения оппозиционно и революционно настроенных элементов, что побудило Карла II издать в 1675 году указ о запрещении деятельности подобных клубов. Однако они продолжали действовать. Во Франции политические клубы получили большое развитие во время Великой французской революции. Ярким примером подобной структуры можно назвать Якобинский клуб. В США в большей степени получили распространение клубы с экономической тематикой, во 2-й половине XVIII века. Организованный в 1797 году «Хобокен Тартл» существует до сих пор. В 1891 году в Нью-Йорке образован клуб миллионеров «Метрополитен». Позднее в США были организованы и другие клубы финансовой олигархии, например, «Линкс», «Никербокер» и другие, где совершаются крупные финансовые сделки и ведутся политические переговоры.
В настоящее время в различных городах США действуют многочисленные политические клубы как сторонников Республиканской и Демократической партий, так и сторонников других организаций.
В Союзе ССР (Российской Федерации — России) в связи со сменой власти, экономического курса, с социальными преобразованиями первые политические клубы появились в городе Москве в начале 1990-х годов в период перемен, объединив экономистов, политологов и других деятелей в своеобразные группы по интересам.

## Политические клубы
Ниже представлены некоторые политические клубы:
- «Бильдербергский клуб»;
- «Богемский клуб»;
- «Комитет 300»
- и тому подобное.